# Direction centrale des télécommunications et de l'informatique
Dans l'armée française, la Direction centrale des télécommunications et de l'informatique (DCTEI) est une chaîne de commandement, dont la direction centrale est basée au Kremlin-Bicêtre. 
Elle est organisée en sous-directions régionales (DTEI) et relève de l'EMAT.
Depuis le premier janvier 2006, elle est intégrée à la DIRISI de Maisons-Laffitte.